# Ipconfig

ipconfig(internet protocol configuration)는 마이크로소프트 윈도우에서 사용되는 콘솔 프로그램으로, 현재 컴퓨터의 TCP/IP 네트워크 설정값을 표시하는데, DHCP와 DNS 설정을 확인 및 갱신하는 데 사용된다. 비슷한 역할을 하는 프로그램으로 winipcfg 및 wntipcfg 가 XP 이전의 버전의 윈도에 존재하였다.
Mac OS X에서 ipconfig는 BootP 및 DHCP 클라이언트를 명령 줄 인터페이스에서 조절하는 데 사용되는 커맨드 명령어이며, IPConfiguration 에이전트로 연결되어 있다. Mac OS X는 물론 다른 UNIX 계열의 운영체제와 마찬가지로 고정 IP 주소 등의 네트워크 인터페이스를 설정하기 위해 ifconfig 명령을 제공하고 있다.
UNIX 및 유닉스 계열의 운영체제에서는 ifconfig 명령어가 이 용도로 사용된다.

## 같이 보기
- 셸
- ifconfig